# Jonathan Rasheed
Jonathan Ayola Ursin Rasheed, född 21 november 1991 i Alingsås, är en svensk fotbollsmålvakt som spelar för IFK Värnamo i Allsvenskan.

## Karriär
Rasheeds moderklubb är Kortedala IF. Han spelade som junior även för GAIS. Säsongen 2010 spelade Rasheed för Qviding FIF, där det dock inte blev någon speltid i A-laget.
I mars 2011 värvades Rasheed av IF Sylvia. Han spelade sju matcher för klubben i division 1 Södra 2011, men var främst andremålvakt till David Mitov Nilsson. Under säsongen 2011 blev det mer spel för Rasheed som fick spela 19 matcher.
I mars 2013 värvades Rasheed av norska Stabæk, där han skrev på ett tvåårskontrakt. Efter varit utan speltid i Stabæk skrev Rasheed på för Alta IF i april 2014. Det blev endast en seriematch för Alta IF innan han i augusti 2014 värvades av Ljungskile SK. I Ljungskile blev det inte heller någon speltid och i februari 2015 återvände Rasheed till Norge för spel i Follo FK. Det blev en bra säsong för Rasheed som spelade 28 av 30 ligamatcher.
I december 2015 värvades Rasheed av IFK Värnamo. Han debuterade i Superettan den 4 april 2016 mot Trelleborgs FF.
I november 2016 värvades Rasheed av BK Häcken. I september 2017 förlängde han sitt kontrakt med klubben fram över säsongen 2020. I mars 2020 förlängde Rasheed sitt kontrakt i Häcken fram över säsongen 2022.
I juli 2022 värvades Rasheed av IFK Värnamo, där han skrev på ett kontrakt fram till årsskiftet 2023. Kontraktet skrevs på i samband med fem raka förluster i Allsvenskan för IFK Värnamo. I januari 2023 förlängde Rasheed sitt kontrakt i klubben fram över säsongen 2024.